# Accidental Death
Accidental Death (übersetzt „Unfalltod“) ist ein britischer Kriminalfilm von Geoffrey Nethercott aus dem Jahr 1963. Produziert wurde er von der Filmgesellschaft Merton Park Studios. Das Drehbuch stammt von Arthur La Bern und baut auf dem Roman Jack O’Judgement (deutsch Die Todeskarte) von Edgar Wallace auf. Der Film war Teil der Edgar Wallace Mysteries, einer Serie von 47 Edgar-Wallace-Verfilmungen der Merton Park Studios zwischen 1960 und 1965, in Deutschland wurde er nie gezeigt.

## Handlung
Der Film beschreibt die Geschichte von Paul Lanson, der nach dem Zweiten Weltkrieg als ehemaliger Kämpfer für die französischen Résistance nach England zurückkehrt, um den reichen Colonel Johnnie Paxton zu töten. Er geht davon aus, dass Paxton während des Krieges mehrere französische Familien an die Gestapo verraten habe. Paxtons Adoptivtochter Henriette, deren Eltern von den deutschen Nationalsozialisten getötet wurde, verliebt sich in Lanson und Colonel Paxton zeigt sich von dessen Anschuldigungen wenig beeindruckt und verjagt ihn. Kurz darauf arrangiert Lanson einen Fahrradunfall, bei dem Paxton allerdings nur leicht verletzt wird. Für einen zweiten Anschlag setzt Lanson den Swimming Pool der Laxtons unter Strom und auch Paxton hat den gleichen Plan. Als sich allerdings Henriette in den Pool begeben möchte, wollen sowohl Paxton wie auch Lanson ihr Leben retten und sterben bei diesem Versuch im Pool.

## Kritiken
Joachim Kramp und Jürgen Wehnert zitieren in ihrem Das Edgar Wallace Lexikon von 2004 eine Kritik des Monthly Film Bulletin vom März 1964. Demnach sei der Film im Rahmen der Edgar-Wallace-Verfilmungen „etwas ausgefallen“ und vor allem „die Methode, das zentrale Rätsel in dem spannenden Höhepunkt der Swimming-Pool-Szene ungelöst zu lassen“ wird als „ungewöhnlich“ bezeichnet. Der Zuschauer verbleibe mit einer Reihe ungelöster Fragen um die Schuld oder Unschuld von Colonel Paxton an den gegen ihn erhobenen Vorwürfe und die tatsächlichen Motive Paxtons, auch Lanson umzubringen. Das Monthly Film Bulletin führt dies vor allem auf die „überzeugend dargestellte Rolle Richard Vernons“ zurück.

## Belege
1. ↑  „Accidental Death.“ In: Joachim Kramp, Jürgen Wehnert: Das Edgar Wallace Lexikon. Leben, Werk, Filme. Es ist unmöglich, von Edgar Wallace nicht gefesselt zu sein! Verlag Schwarzkopf & Schwarzkopf, Berlin 2004; S. 8. ISBN 3-89602-508-2.
2. ↑  Kritik vom Monthly Film Bulletin 3/1964, zitiert nach „Accidental Death.“ In: Joachim Kramp, Jürgen Wehnert: Das Edgar Wallace Lexikon. Leben, Werk, Filme. Es ist unmöglich, von Edgar Wallace nicht gefesselt zu sein! Verlag Schwarzkopf & Schwarzkopf, Berlin 2004; S. 8. ISBN 3-89602-508-2.